# Sarcophyton subviride
Sarcophyton subviride is een zachte koraalsoort uit de familie Alcyoniidae. De koraalsoort komt uit het geslacht Sarcophyton. Sarcophyton subviride werd in 1958 voor het eerst wetenschappelijk beschreven door Tixier-Durivault. 